# Viktor Hambardzumjan
Viktor Hambardzumjan ( armensk Վիկտոր Համբարձումյան, russisk: Виктор Амазаспович Амбарцумян tr. Viktor Amasaspovitj Ambartsumjan ; født 5.  september 1908 i Tbilisi, død 12. august 1996 i Byurakan) var en  armensk/sovjetisk astrofysiker og en af grundlæggerne af teoretisk astrofysik.
Hambardzumjan arbejdede med forskning indenfor  stjerner og stjernetåger, stjernernes astronomi og dynamiske stjernesystemer og galakser. Han grundlagde Byurakan Astrophysical Observatory.